# Johny Placide
Johny Placide, mais conhecido como Placide (Montfermeil, 29 de janeiro de 1988), é um futebolista franco-haitiano que atua como goleiro. Atualmente joga pelo F.C Bastiais. 